# Zellberg Buam
Die Zellberg Buam sind eine Musikgruppe aus Tirol auf dem Gebiet der volkstümlichen Musik. Sie haben sich nach ihrem Heimatort Zellberg benannt.

## Mitglieder
Gerhard Spitaler, geboren am 2. Mai 1966, lernte 1978 im Alter von 12 Jahren aufgrund eines Skiunfalls, nachdem er einige Monate das Bett nicht verlassen konnte, mit Hilfe seines Großvaters Jörg (* 1904; † 1985) das Geigespielen. Er ist heute Bandleader der Zellberg Buam. Neben der Band ist er auch auf dem elterlichen Bauernhof tätig und bewirtet im Sommer mit seinem ältesten Sohn zusammen das Zellberg Stüberl an der Zillertaler Höhenstrasse.
Werner Spitaler, geboren am 19. August 1967, ist der jüngste der drei Brüder und innerhalb der Band neben seinen musikalischen Aktivitäten für die Kompositionen der Lieder und die Tontechnik zuständig. Er ist gelernter Einzelhandelskaufmann.
Herbert Spitaler, geboren am 7. Februar 1965, ist der älteste der drei Brüder. Hauptberuflich war er vor der Karriere der Zellberg Buam Maschinenschlosser.

## Geschichte
Aufgrund der schnell erlernten Geigenkünste ihres Bruders Gerhard, waren Werner und Herbert Spitaler angespornt, ihre musikalischen Fähigkeiten ebenfalls erheblich zu verbessern. 1981 traten sie erstmals als „Zellberg Buam und Großvater Jörg“ in verschiedenen lokalen Gaststätten auf. Nachdem sie 1985 Peter Steinlechner von den Zillertaler Schürzenjäger kennengelernt hatten und mit dessen Band den Zillertaler Hochzeitsmarsch einspielten, nahmen sie im selben Jahr schließlich ihre erste CD mit dem Titel „Die Zellberg Buam geig´n auf“ auf. Von 1992 mit „I bin a Geigenmusikant“ bis 1998 erschien jedes Jahr eine neue CD, mit welchen die „Zellis“ auch ihren Durchbruch in der Volksmusikszene schafften. Zu ihren erfolgreichsten Titel jener Zeit zählen „Made in Tirol“ (1996), „Tirolerzeit“ (1997) und „Urig und echt“ (1998). 1992 bzw. 1993 gaben Werner und Herbert Spitaler ihre Berufe auf um sich voll und ganz der Musik zu widmen.
Nachdem die Zellberg Buam schon 1985 beim Musikantenstadel auftraten erfolgte 1998 der nächste Auftritt im Stadl in den USA in Orlando (Florida) und 1999 schließlich in China.
Im Mai 2011 erschien ihr Album „30 Jahre Zellberg Buam“.

## Diskografie

### Studioalben
- Die Zellberg Buam geig’n auf 1985
- Wenn i mei alte Geig'n nimm 1987
- Tanz’n is a Freud 1989
- Halli, hallo, i bin der Geigenmusikant 1992
- Auf geht’s Buam 1993
- Der Geigenspieler von Tirol 1994
- Immer wieder klingen schöne Lieder 1995
- Tirolerzeit 1997
- Urig und echt 1998
- Locker-ehrlich-frisch 1999
- Des isch bärig 2000
- Berge, die mein Leben erzählen 2002
- Mander es isch Zeit 2003
- Wenn a Zillertaler tanzt 2004
- Tirolerbuam san wundervoll 2005
- Mit der Geig’n um die Welt 2006
- Der Fidlmann 2007
- Natur pur 2008
- Sing ma no oan 2009
- Weihnachten mit den Zellberg Buam 2009
- Hütt’ntanz 2010
- So a Geigerei 2012
- Saitenhupf’n 2013
- Urknall im Zillertal 2014
- Heustadlzeit 2015
- Lieder für die stille Zeit 2017
- Unterm Zillertaler Himmel 2018

### Kompilationen
- 10 Jahre 1991
- Made in Tirol 1996
- 20 Jahre-20 Hits 2001
- Heut' spiel’n die Zellis auf 2004
- Marc Pircher & Zellberg Buam - A bärige Musi aus dem Zillertal 2006
- Das Beste aus 25 Jahren 2006
- 30 Jahre 2011
- Zellberg Buam Gold 2012
- Auf der Höhenstraße - das Beste 2016
- 40 Jahre - Das Jubiläumsalbum 2021

### Videoalben
- 25 Jahre - Die größten Hits 2006